# 마우이섬

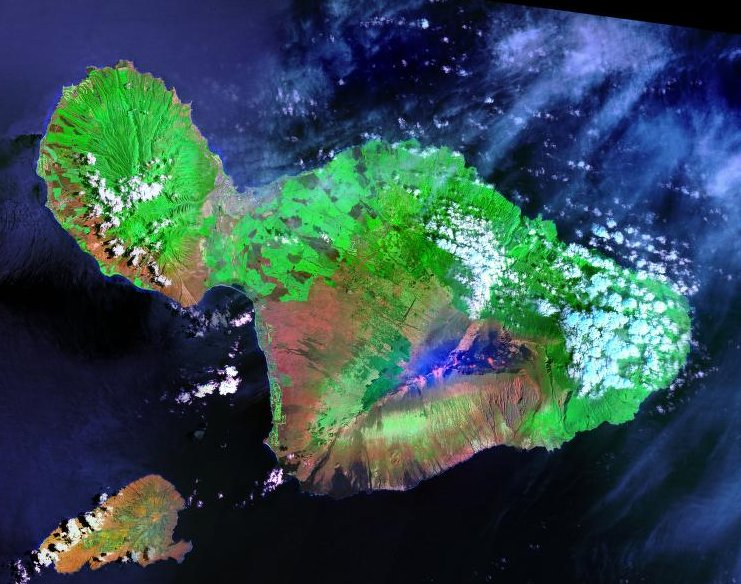
마우이섬

마우이섬 위치

마우이섬(Māui)은 면적 1883.5 km2으로 하와이 제도에서 하와이섬에 이어 두 번째로 큰 섬으로 화산의 용암으로 형성된 두 개의 섬이 하나로 연결된 화산섬이다. 오아후섬에서 약 120km 정도 떨어져 있는 마우이섬은, 인구 117,644명(2000년)에 연간 300만 명 이상의 관광객이 찾아드는 곳이다. 마우이섬에는 행정적으로 몰로카이섬과 라나이섬, 카호올라웨섬을 관할하는 마우이 군 자치 정부가 있다.

## 산업
관광, 파인애플, 목축업이 주요 산업이고 최근까지 기간산업이었던 사탕수수 재배는 사양길에 접어들었다. 특히 백인들이 선호하는 관광 휴양지로 알려진 마우이에는 백인이 36%, 일본인 23%, 이어 필리핀인과 하와이 원주민들이 많이 살고 있다.주요 행정구역으로는 카홀루이 공항 인근에 개발된 상업지역 카훌루이와 카운티 행정부가 몰려 있는 와일루쿠, 그리고 관광과 항구도시로 유명한 라하이나를 들 수 있다. 또 마우이에는 할레아칼라 국립공원과 10개의 주립공원이 잘 정비되어 있으며 16개의 골프코스, 그리고 해수욕장이 81군데나 산재해 있다. 일명 계곡의 섬이라는 별명을 가진 이 섬은 매년 미국 10대 아름다운 지역으로 선정되면서 세계적인 휴양지이자 신혼 여행지로 부상하고 있다.

## 인구
| 인구조사        | 인구    | Note | %±     |
| --------------- | ------- | ---- | ------ |
| 1950년          | 40,103  |      | —      |
| 1960년          | 35,717  |      | −10.9% |
| 1970년          | 38,691  |      | 8.3%   |
| 1980년          | 62,823  |      | 62.4%  |
| 1990년          | 91,361  |      | 45.4%  |
| 2000년          | 117,644 |      | 28.8%  |
| 2010년          | 144,444 |      | 22.8%  |
| State of Hawaii |         |      |        |

## 참고 문헌
- 이 문서에는 다음커뮤니케이션(현 카카오)에서 GFDL 또는 CC-SA 라이선스로 배포한 글로벌 세계대백과사전의 내용을 기초로 작성된 글이 포함되어 있습니다.

1. ↑  〈Table 1.05 - Resident Population of Islands 1950 to 2010〉 (PDF), 《2010 State of Hawaii Data Book》, State of Hawaii, 2010, 2011년 9월 25일에 확인함